# Ђаис (Порденоне)
Ђаис је насеље у Италији у округу Порденоне, региону Фурланија-Јулијска крајина.
Према процени из 2011. у насељу је живело 918 становника. Насеље се налази на надморској висини од 301 м.